# Julija Stanislawowna Sawitschewa

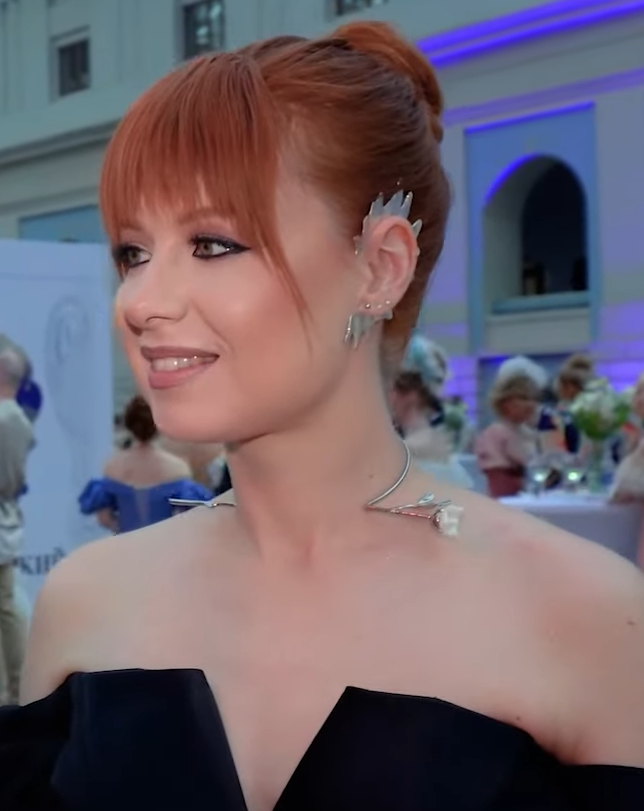
Julija Sawitschewa (2024)

Julija Stanislawowna Sawitschewa (russisch Ю́лия Станисла́вовна Са́вичева; * 14. Februar 1987 in Kurgan) ist eine russische Popsängerin.

## Werdegang
Die ehemalige Show-Tänzerin nahm 2003 an der russischen Castingshow Star Factory teil, wo sie im Halbfinale ausschied. Sie gewann die russische Qualifikation zum Eurovision Song Contest 2004 und durfte mit dem Popsong Believe me beim Wettbewerb in Istanbul antreten. Sie erreichte den 11. Platz. Ein Jahr später erschien ihr Debütalbum Vysoko.

## Diskografie

### Alben
- 2005: Vysoko
- 2005: Esli v serdtse zhivyot lyubov
- 2006: Magnit
- 2008: Origami
- 2012: Serdsebieniye
- 2014: Личное...
- 2020: CLV

### EPs
- 2022: Стихия
- 2024: Под кожей

### Singles (Auswahl)
- 2004: Believe Me
- 2005: Прости За Любовь
- 2005: Высоко
- 2006: Привет
- 2011: Отпусти (mit GeeGun)
- 2012: Москва-Владивосток
- 2012: Юлия
- 2014: Невеста
- 2023: Если в сердце живёт любовь